# Intelsat 24
Intelsat 24 ist ein ehemaliger kommerzieller Kommunikationssatellit des Satellitenbetreibers Intelsat. Er wurde 1996 unter dem Namen AMOS-1 für die Space Communication Ltd (Spacecom) mit Sitz in Israel gestartet und auf 4° West positioniert. Im Herbst 2009 wurde der Satellit auf die Position 47,3° Ost verschoben und zu Intelsat 24 umbenannt. Im Juli 2012 wurde Intelsat 24 außer Betrieb genommen und in einen Friedhofsorbit verschoben.
An Bord befanden sich u. a. 450 kg eines Treibstoffgemisches aus Monomethylhydrazin und MON-3.

## Empfang
Der Satellit konnte in Europa und im Nahen Osten empfangen werden, die Übertragung erfolgte im Ku-Band.